# Churchill Falls

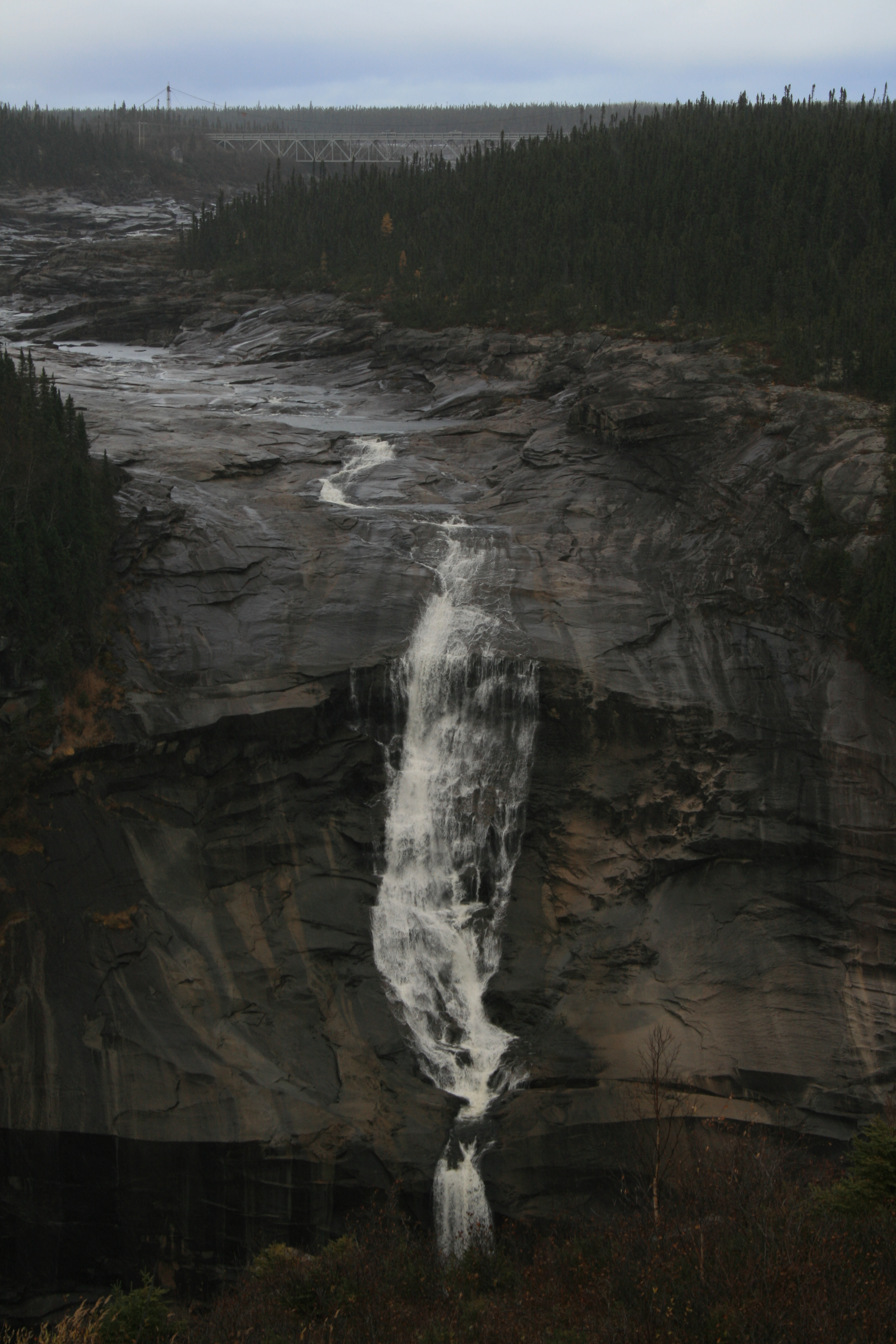
Churchill Falls im Jahr 2008

Die Churchill Falls sind Wasserfälle in der kanadischen Provinz Neufundland und Labrador. Sie befinden sich am Churchill River im Südwesten der Region Labrador und sind nach dem britischen Premierminister Winston Churchill benannt. Die Wasserfälle sind Namensgeber des benachbarten Wasserkraftwerks Churchill Falls.

## Beschreibung
Die Wasserfälle liegen im Bowdoin Canyon. In dieser Schlucht führt der Fluss zunächst durch Stromschnellen und überwindet dabei einen Höhenunterschied von 66 Metern. Es folgen die eigentlichen Wasserfälle (75 m) und schließlich weitere Stromschnellen (158 m). Das Wasser wird vom Smallwood Reservoir zum unterirdischen Kraftwerk geleitet. Es fließt nur noch selten die Schlucht hinunter, wenn Hochwasser herrscht; ansonsten ist das Flussbett in diesem Bereich trocken.

## Geschichte

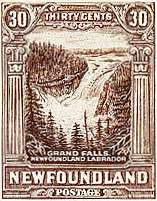
Die Wasserfälle auf einer neufundländischen Briefmarke (1931)

Für die Ureinwohner der Gegend, die Innu und Naskapi, waren die als Patshishetshuanau bezeichneten Wasserfälle eine bedeutende Landmarke. Sie glaubten, dass ihr Anblick den sicheren Tod bedeute. John MacLean, ein Händler der Hudson’s Bay Company, war im Jahr 1839 der erste Europäer, der die Wasserfälle entdeckte. Er nannte sie Hamilton Falls, nach dem neufundländischen Gouverneur Charles Hamilton. Sie gerieten weitgehend in Vergessenheit, bis Albert Peter Low sie 1894 im Auftrag der Geological Survey of Canada wieder aufsuchte, um die reichen Eisenerzverkommen in Labrador und im nordöstlichen Québec zu untersuchen.
Im Auftrag der Gewässerkommission von Québec nahm Wilfred Thibaudeau im Jahr 1915 umfangreiche Vermessungen vor und kam auf die Idee, das enorme Wasserkraftpotenzial könne für die Stromerzeugung genutzt werden. Bis die infrastrukturellen Voraussetzungen dafür bestanden, vergingen noch mehrere Jahrzehnte. Das Wasserkraftwerk Churchill Falls wurde ab 1967 erbaut und von 1971 bis 1974 schrittweise in Betrieb genommen. Mit einer Leistung von 5428 MW ist es das zweitgrößte Kraftwerk Kanadas.